# روبرتو آبوندانزیری
روبرتو کارلوس «پاتو» آبوندانزیری (اسپانیایی: Roberto Carlos "Pato" Abbondanzieri‎؛ زادهٔ ۱۹ اوت ۱۹۷۲) دروازه‌بان فوتبال پیشین اهل آرژانتین است.

## تیم ملی
وی در تیم ملی فوتبال آرژانتین در جام جهانی ۲۰۰۶ بازی کرده‌است.